# Bulbophyllum habbemense
Bulbophyllum habbemense là một loài phong lan thuộc chi Bulbophyllum.